# Wittensteinstraße 320

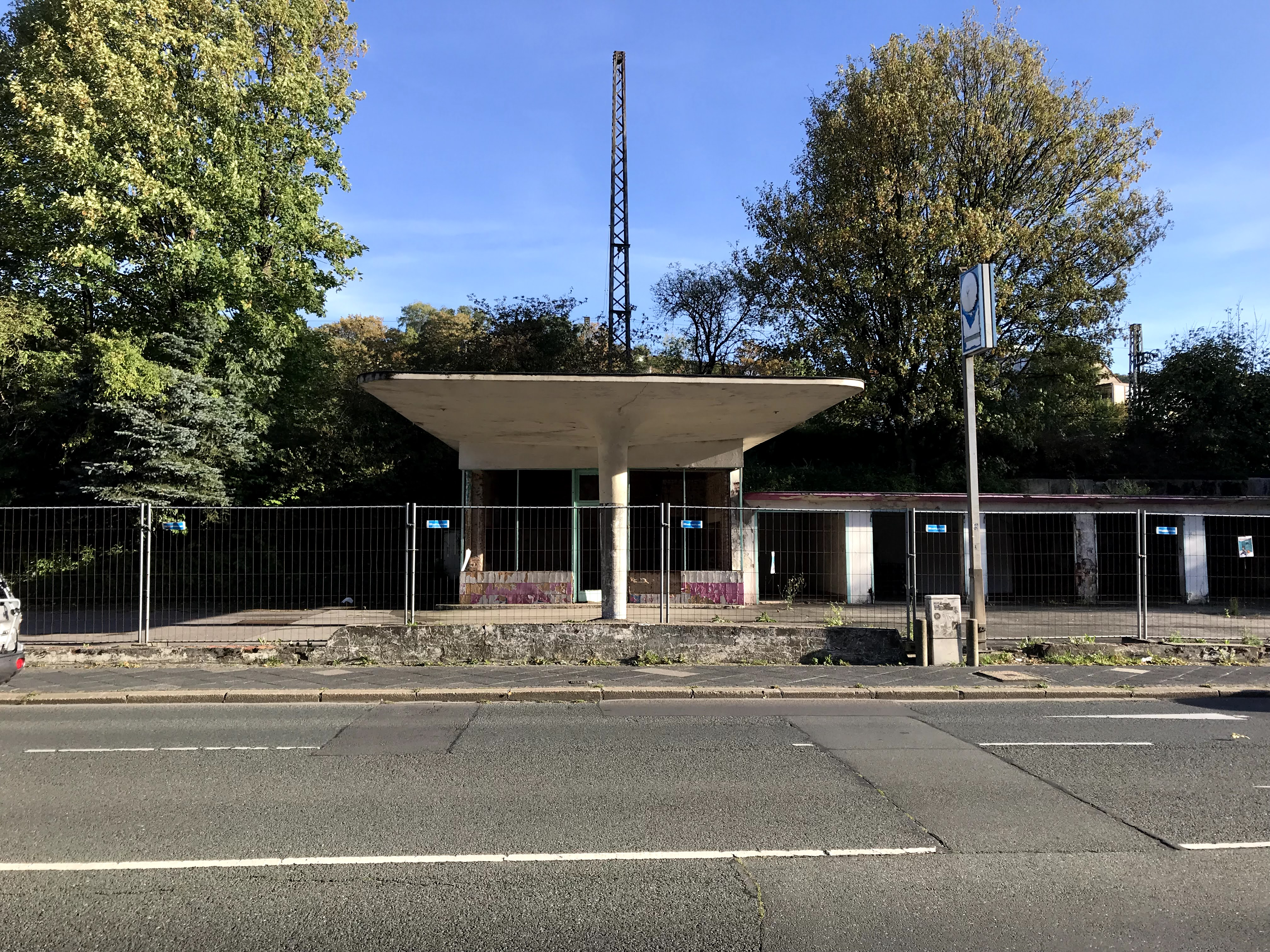
Ehemalige Tankstelle Wittensteinstraße 320 (2018)

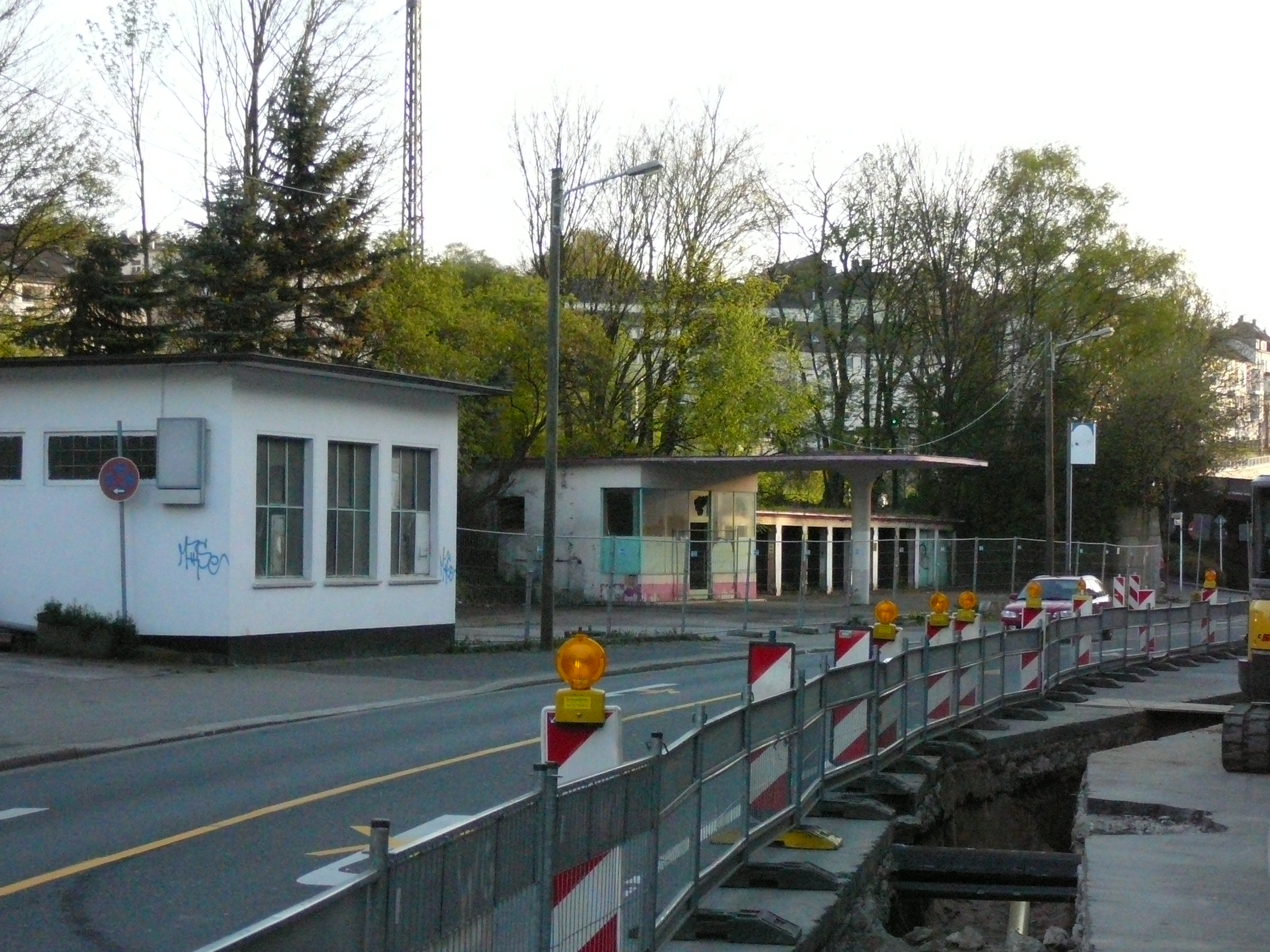
Ehemalige Tankstelle Wittensteinstraße 320 (2008)

Das Objekt Wittensteinstraße 320 war ein ehemaliges Tankstellengebäude im Wuppertaler Stadtbezirk Barmen.

## Architektur
Die Tankstelle entspricht architektonisch der „Normalen Stützpunkt-Type“, mit einer Zapfsäulenüberdachung mit der pilzförmig zum Vordach unterleitenden Rundstütze. Dazu gehört ein verglaster Kassen- und Tankwartraum und eine Garagenzeile mit zehn Einstellplätzen, die sich westlich anschließt. Weiter östlich liegt eine separat stehende Wagenpflegehalle mit zwei Wagenpflegeeinheiten.

## Geschichte
Die Tankstelle wurde 1954/55 nach Plänen der Raab Karcher GmbH aus Düsseldorf für den Bauherrn Ludwig Wolferts an der Wittensteinstraße errichtet und liegt südlich des Opernhauses Wuppertal sowie westlich des Bahnhof Wuppertal-Barmen.
Am 28. Mai 1999 wurde die ehemalige Tankstelle als gesamter Gebäudekomplex bestehend aus Zapfsäulenüberdachung, Kassen- und Tankwartraum, Garagenzeile und Wagenpflegehalle als Baudenkmal anerkannt und in die Denkmalliste der Stadt Wuppertal eingetragen.
In den 2000er Jahren wurde das Gelände von einer Autovermietungsfirma zur Unterbringung ihrer Fahrzeuge genutzt.
Aufgrund des schlechten Zustands des Gebäudes wurde 2006 ein Antrag bei der Unteren Denkmalbehörde zur Niederlegung eingereicht. Diesem Antrag wurde entsprochen, eine Sanierung sei dem Nutzer und der Eigentümerin nicht zumutbar.
Im Rahmen der Umgestaltung des Barmer Bahnhof entstehen auf dem Gelände neue Parkplätze.